# .cv
.cv je internetová národní doména nejvyššího řádu pro Kapverdy.